# John Mather
John Cromwell Mather (Roanoke (Virginia), 27 augustus 1945) is een Amerikaanse astrofysicus en kosmoloog aan NASA's Goddard Space Flight Center in Maryland. Hij won in 2006 de Nobelprijs voor de Natuurkunde samen met George Smoot "voor hun ontdekking van de zwartelichaamsvorm en de anisotropie van de kosmische achtergrondstraling" met de COBE (COsmic Background Explorer) satelliet.

## Biografie
John Mather is de zoon van Robert en Martha Mather. Na het voltooien van zijn opleiding aan de Newton High School in Newton (New Jersey) studeerde hij natuurkunde aan het Swarthmore College (B.A. in 1968) en de Universiteit van Californië - Berkeley (Ph.D. in 1974).
Terwijl hij post-doctoraalwerk deed bij het Goddard Institute for Space Studies leidde hij het team dat de COBE-satelliet voorstelde. Met deze satelliet wilde hij nauwkeurig onderzoek doen naar de kosmische microgolfachtergrondstraling. Vervolgens spendeerde hij twintig jaar aan het ontwerp, de constructie en verwezenlijking ervan. Op 18 november 1989 werd de satelliet door NASA gelanceerd.
Met de gegevens van de COBE-satelliet liet Mahler zien dat de kosmische achtergrondstraling een energieverdeling heeft die overeenkomt met een zwarte straler van 2,7 kelvin boven het absolute nulpunt. Dit resultaat vormde belangrijk bewijs voor de bevestiging van de theorie van de oerknal (Big Bang).
Voor zijn bijdrage in het onderzoek naar kosmische achtergrondstraling werd hij in 2006 samen met Smoot onderscheiden met de Nobelprijs voor de Natuurkunde. Daarnaast mocht hij ook de Rumford-Prijs (1996) en de Benjamin Franklin Medal (1998) in ontvangst nemen.
Vanaf midden jaren 1990 is Mahler werkzaam aan de ontwikkeling van de James Webb-ruimtetelescoop, de toekomstige opvolger van de ruimtetelescoop Hubble. Verder is hij betrokken bij de Wide-field Infrared Survey Explorer (WISE) en NASA's Single Aperture Far InfraRed telescoop (SAFIR). In 2007 werd Mather door het Amerikaanse opinieblad Time uitgeroepen tot een van de 100 meest invloedrijke personen in de wereld.
In 2014 werd de Nederlandse Brouwermedaille van het Koninklijk Wiskundig Genootschap aan hem toegekend.